# 大洪水
大洪水（だいこうずい）とはしばしば、天誅として文明を破壊するために神々によって起こされたとする神話・伝説上の洪水を指す。洪水説話、洪水神話と呼ばれる。
大洪水（洪水神話、洪水伝説）は、世界の諸神話に共通して見られるテーマであり、聖書（旧約聖書）『創世記』のノアやノアの方舟、インド神話、ヒンドゥー教のプラーナのマツヤ、ギリシャ神話のデウカリオーン、および『ギルガメシュ叙事詩』のウトナピシュティムの物語は、よく知られた神話である。過去現在の世界の文化のうち大部分が、古い文明を壊滅させる「大洪水」物語を有している。

## 諸文化における大洪水神話

### 古代オリエント

#### シュメール
シュメールの神話では、エンキ神がシュルッパクの王ジウスドラ（「命を見る者」という意味で、彼が神から不滅を約束されたことから）に、洪水による人類抹殺を予告する。しかし、神がなぜこれを決定したかという部分については、粘土板から失われている。エンキ神は、大きな船を作るように指示する。命令についての文章も、同じく神話から失われている。7日の氾濫の後、ジウスドラは供物と祈りをアン（空の神）とエンリル（最高神）にささげ、ディルムン（シュメールにおけるエデンの園）で神から永遠の命を授けられる。
シュメール王名表も大洪水について言及している。その説明によれば、最初エリドゥに渡った王権は、次いでバド・ティビラ、ララク、シッパル、シュルッパクへと移る。イラクにおける発掘で、シュルッパクの洪水は紀元前2900年～紀元前2750年頃、ほぼキシュの街まで及んだことが証明されているが、この街の王エタナは、大洪水の後、最初にシュメール王朝を成立したと言われる。
ジウスドラの伝説はエリドゥ起源の粘土板断片のコピーであり、その楔形文字型から、紀元前17世紀と年代が特定される。

#### バビロニア (ギルガメシュ叙事詩)

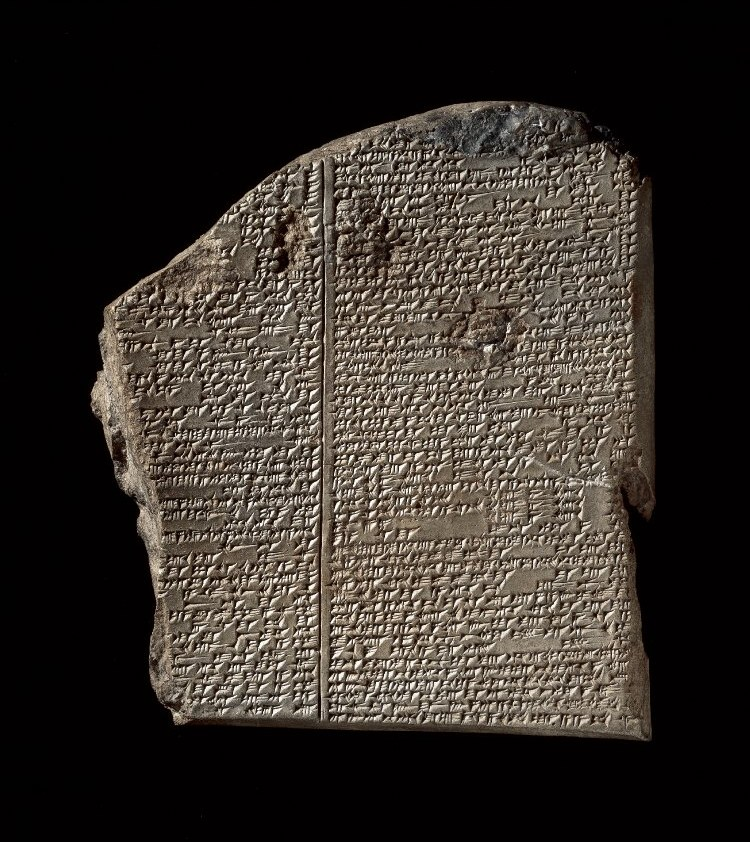
アッカド語によるギルガメシュ叙事詩の大洪水の粘土板(粘土板11)

バビロニアのギルガメシュ叙事詩によれば、Sin-liqe-unninnによる He who saw the deep版(タブレット11)の終わりのほうに、大洪水の参照がある。不死を追い求めていたギルガメシュ王は、一種の地上の楽園・ディルムンで、ウトナピシュティム（シュメール神話のジウスドラ zi.u4.sud4.ra2 をアッカド語に直訳した名前）に出会う。ウトナピシュティムは、大洪水によってすべての生命を破壊するという神の計画について、エア神（シュメール神話のエンキ神に類似）が彼に警告し、船を作って彼の家族や友人、財産や家畜を守るよう指示したことを語る。大洪水の後、神はみずからの行動を悔やみ、ウトナピシュティムに不死を与える。

#### アッカド （アトラハシス叙事詩）
バビロニアの『アトラハシス叙事詩』（紀元前1700年までに成立）では、人類の人口過剰が大洪水の原因であるとされている。1,200年間の繁栄の後、人口増加によって齎された騒音と喧騒のためにエンリル神の睡眠が妨げられるようになった。エンリル神は当面の解決策として、疫病、飢饉、塩害など人類の数を減らすための全ての手段を講じる神々の集会を援助して回った。これらの解決策が採られてから1,200年後、人口は元の状態に戻った。このため神々が洪水を引き起こすという最終的な解決策を取る事を決定した時、この解決策に道義的な問題を感じていたエンキ神は洪水計画のことをアトラハシスに伝え、彼は神託に基づく寸法通りに生き残るための船を建造した。
そして他の神がこのような手段に出るのを予防するため、エンキ神は結婚しない女性、不妊、流産、そして幼児死亡など社会現象の形で新しい解決策を作り出し、人口増加が制御不能になるのを防止した。

#### カルデア
神官ベロッソスの記述によれば、クロノス神がクシストロスに洪水の襲来を警告し、歴史を記録し、船を造るよう命じた。船はクシストロスの親類、友人、すべての動物を一つがいずつ乗せるために5スタディア×2スタディアの大きさに作られた。洪水が起こって水位が上昇し、船に乗り込んだ生き物を残して全てが殺戮された。水が引いた後クシストロスが船から鳥を放すと、全て戻ってきた。二度目に鳥を放すと足に泥を付けて戻ってきた。三度目に放すと鳥は戻ってこなかった。人々は船を離れ、神に供物を捧げた。クシストロスと妻、娘と、航海士は神の元へ運ばれ、神と共に暮らした。

#### ヘブライ (創世記)
旧約聖書『創世記』の大洪水についての詳細は、ノアやノアの方舟を参照。

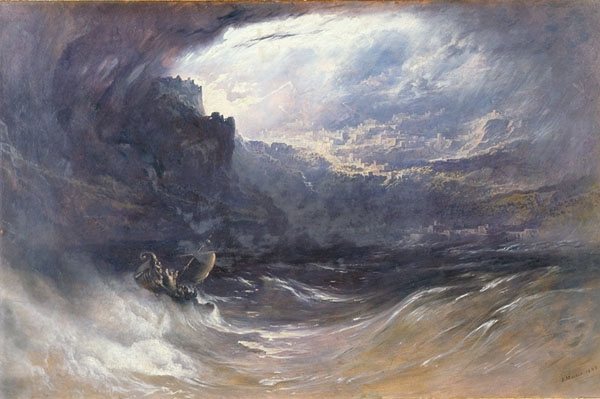
大洪水。ジョン・マーティン作

『創世記』のノアの方舟の物語によれば、エデンを離れてから何代かを経て、ネフィリムが生まれ堕落し、お互いに争うようになった。
ヤハウェ・エロヒムは人間を作ったことを後悔し始め、全てを払拭するために大洪水を起こすことを決めた。
ヤハウェは地上にただ一人、救う価値のある男性ノアを見出した。
そこでヤハウェはノアに特別な大きさと設計の方舟を作るように告げた。方舟に乗せたのは、彼の妻、彼の三人の息子のセム、ハム、ヤペテ と彼らの妻、清い動物と鳥を雌雄7つがい（7匹か7組かの記述が異なる場合がある）、そうでない動物を2つがい、必要な食べ物すべてと苗木で、人間はもう一度白紙から始めるのである。
ノアが600歳になった年、アダムの創造から1656年後、ヤハウェは大洪水を起こした。
その説明によると、洪水は(1)40日間「天の水門」より降り続いた雨（これは『創世記』における最初の雨に関する言及である）と、(2)「とても深い泉」の水から生じている。
『創世記』の文を分析すると、空（蒼穹）の上に、天上の海ともいうべき大きな水のかたまりを想定していたのではないかと推測される。
「水の間に空間を作って水と水とを隔てなさい。」エロヒムは空間を作って、空間の下の水と空間の上の水とを隔てた。そしてそうなった。エロヒムは空間を「空」と呼んだ。
洪水の水は150日間地上を覆った。
その月の17日目に、方舟はアララト山の上に流れ着いた。
10か月め、その月の初日に、山の頂が見えた。
ノアが601歳になった年、最初の月、最初の日に地表が乾いた。次の月の21日目には地が乾き、ヤハウェはノアに方舟を離れるよう指示した。
洪水ののち、ノアは清い動物を供物にささげ、ヤハウェは、人間は幼いときから邪悪な性癖を持って生まれるのだからと、洪水で地上のすべてを破壊することは二度としないと約束し、自然の摂理を支えることを自身に約束した。
神はノアとこの契約を交わし、これにより人々はすべての動物に対する優越を与えられ、すでに命を宿していない肉を食べることを初めて許され、新しい法の元で地上に繁殖するよう指示される。新しい法とは、人が誰かの血を流したら、彼自身の血も流されなければならない、というものである。
ヤハウェは雲に虹をかけて、この永久不滅の契約の印とするとともに、のちの世代へのよすがとした。

#### エノク書
『エノク書』（エチオピア正教における旧約聖書の1つ）によれば、神は地上からグリゴリ及びグリゴリと人間の娘の間に生まれた、巨大な子供ネフィリムを抹殺するために大洪水を起こしたとされている。
神は大洪水を起こす前に天使メタトロンを派遣し、神に対して叛いていないノアの一族以外の人間、グリゴリ並びにネフィリム達に処刑執行を通達させた。グリゴリ達はこれを聞き悲嘆にくれたが、神はネフィリムのヒヴァとヒヤ（ヒヴァ、ヒアという名はヘブライ語で人間が悲嘆したとき発する言葉で、日本語で「うわー」、「あー」などのという程度の意味）の名を人間が失敗した時に思わず発する言葉として残すことで、彼らが存在した証とすることで彼らを慰めた。

#### アルメニア
ダマスコスのニコラオス（ヘロデ大王に仕えていたスポークスマン・歴史家）による歴史書の第96巻でアルメニアの伝説として収録しているもので、大洪水からの避難方法が2種類出てくる。
あらすじは「アルメニアのミニュアスの北にバリスという大きな山があり、（語り手側の）多くの人々は洪水時にバリス山に登ることで逃れたが、さらにここに方舟が漂着し、乗っていた1人の男が助かった。」
というもので、ニコラオスは「この男はモーセの書き残した者（注：ノアの事）と同一人物であろう」と推測している。

### ヨーロッパ

#### ギリシア
ギリシア神話には二つの洪水と二つの人類滅亡伝説がある (Ancient Greek flood myths) 。「オギュゴス王の洪水」は「銀の時代」を、「デウカリオーンの洪水」は「最初の青銅の時代」を終焉させた。
オギュゲス王の洪水は、テーバイの創設者であり王であるオギュゴスの在任中に起きたことから名づけられる。世界中を襲った洪水は非常に破壊的だったので、ケクロプスの支配までは国は王のないまま取り残された。
アポロドーロスの『ビブリオテーケー』でデウカリオーンの洪水として語られる物語には、いくつかノアの洪水伝説に共通する点がある。プロメーテウスは息子のデウカリオーンに櫃を作るよう助言する。他の人間は、高い山に逃げた少数を除いてすべて滅ぼされる。テッサリア地方の山は砕け、コリントス地峡とペロポネソス半島より向こうの世界はすべて沈む。デウカリオーンと妻のピュラーは、9つの昼と夜を櫃で漂い、パルナッソス山にたどり着く。
ヘラニコスが語るさらに古い物語では、デウカリオーンの「方舟」はテッサリア地方のオトリュス山にたどり着く。別の記述では彼は Argolis、のちのネメアのおそらく Phouka の頂上にたどり着く。雨が止んだとき、彼はゼウスに供物をささげる。それからゼウスの言いつけに従って石を自分の後ろに投げると、石から男が誕生し、ピュラーが投げた石からは女が誕生した。アポロドーロスはここから、ギリシャ語の laos（人々）の語源は laas（石）にあるのだとしている。
ゼウスの息子のメガロスは、鶴の鳴き声に導かれてゲラニア山の頂上まで泳ぎ、デウカリオーンの洪水を逃れた。
地中海の大津波は、サントリーニ島の火山噴火によって起きたとする説がある。この噴火は、地質学上では紀元前1630年から紀元前1600年の間、考古学上では紀元前1500年に起きたとされ、これがデウカリオーンの神話へと発展した民間伝承の歴史的なベースになっているというのである。
プラトンは『ソクラテスの弁明』(22)で「大洪水のすべて」に言及し、『クリティアス』(111-112)では「デウカリオーンの大破壊」に言及している。さらに、アテネとアトランティス以来「多くの大洪水は9,000年の間に起こっている」とする論説は卓越している。

#### ゲルマン
古代スカンジナビアの神話では、ベルゲルミルはスルードゲルミルの息子である。彼と妻は、ベルゲルミルの祖父ユミルの血の洪水(オーディンと彼の兄弟のヴィリとヴェーによる虐殺)を生き残った、最後の霜の巨人である。彼らは中が空洞になった木の幹に潜り込み生き残って、新たな霜の巨人を生み出した。
神話学者の Brian Branston は、この神話と、アングロサクソンの叙事詩である『ベーオウルフ』に述べられた事件との共通点に注目した。それらは伝統的に『聖書』の洪水と関連しており、したがって、アングロサクソンの伝統と同様、広くゲルマン民族の神話に一致する事件があったと思われる。

#### アイルランド
アイルランドの偽史書『アイルランド来寇の書』(Lebor Gabála Érenn)には不確かなところがあるが、アイルランドの最初の居住者はノアの孫娘ケスィル(Cesair)に導かれて、島にたどり着いた後40日の洪水によって死んだ一人を除いて全員だった。
その後、パルソローン(Partholón)とネウェズ(Nemed)の人々が島にたどり着いた後、別の洪水が起こって30人を除いて全員の居住者が死んだ。30人は世界中に四散した。

### アメリカ

#### アステカ
アステカの神話にはいくつかの異説があり、それらの多くは正確さや信頼性に欠ける問題がある。
大洋の時代になったとき、400年が過ぎていた。それから200年、次に76年が過ぎた。それからすべての人類が失われ溺れて魚になった。水と空は互いに近づいた。一日ですべてが失われ、4つの花が我々の肉のすべてを食べつくした。大いなる山は洪水に飲み込まれ、水は引かず、50と2つの春の間そこにとどまり続けた。
しかし洪水が始まる前に、ティトラチャワン(Titlachahuan)はノタ(Nota)という男と妻のネナ(Nena)に「プルケ(pulque)をもはや作る必要はない。大きな糸杉をくりぬいて、その月のトソストリ(Tozoztli)を中に入れなさい。水が空に近づこうとしている。」と警告した。彼らが従うとティトラチャワンがそれを封じ込めながら男に「汝はとうもろこしの穂を一筋食べよ、汝の妻も同じくせよ。」と告げた。そこで彼らはとうもろこしの穂を互いに一筋食べて外に出る準備をし、水は凪いだ。
-古代アステカ文書チマルポポカ文書、大修道院長 Charles Etienne Brasseur de Bourbourg 訳

#### チブチャ
ムイスカ人の神話では、人々が争いをやめないことに怒ったボチカ（チブチャクム）の神が大洪水を引き起こし、現在のボゴタ盆地を水浸しにしたが、人々が悔い改めたため、杖で岩を打ち砕き、水を流した。人々は神に感謝し、干上がった土地で農耕に励んだという。

#### インカ
インカ神話では、ビラコチャは大洪水で巨人を倒し、2つの民族が地球に殖民された。ユニークな点は、彼らが密閉された洞窟で生き延びたことである。

#### マヤ
マヤ神話では、キチェ語で書かれた『ポポル・ヴフ』の第1部第3章によると、風と嵐の神フラカン（「一本足」の意）が樹脂の大洪水を起こしたのは、木から生まれた最初の人類（キチェ族）が、神々を崇拝しなくなって怒らせたからであった。彼はおそらく洪水の水より上の霧の風に住み、地面が再び海から現れるまで「地球｣を示した。のちには、第3部第3～4章によれば、4人の男女が洪水後のキチェ世界に再び住み始めたが、その頃は混乱はあったものの全員が同じ言語をしゃべり、同じ土地に互いに集まってすんでいた。何度か証言されるように彼らの言語が変えられ、そののち、彼らは世界に散らばったという。珍しいことに、この記述には｢方舟｣が登場しない。「バベルの塔」は翻訳に依る。いくつかの訳は都市に着いた人々、他はとりでを表す。

#### ホピ
ホピ族の神話によれば、人々は創造主のソツクナングから繰り返し排除されたという。世界を破壊するのに、神は最初は火を、次には氷を使ったが、二度とも世界を作り直している間、まだ創造の掟に従っている人々を地下に隠して救った。しかし人々は三度目にも堕落して好戦的になった。そのため、ソツクナングは人々を蜘蛛女のところに導き、彼女が巨大な葦を切り落として人々を茎の空洞に避難させた。ソツクナングはそれから大洪水を起こし、人々は葦で水の上を漂った。
葦は小さな陸地にたどり着き、人々は葦から出て出発できるだけの食べ物を得た。
人々はカヌーで旅したが、それは内なる英知に導かれてのことだった。内なる英知は、頭頂にあるドアを通じてソツナングから伝えられるのである。彼らは北東に旅を続け、もう少し大きな島々を通り抜け、第四の世界にたどり着いた。
彼らが第四の世界にたどり着くと、島々は大洋の中に沈んだ。

#### カドー
カドー族の神話によれば、4人の怪物が力強く育って大きさが天に届くほどになった。そのとき、一人の男が中空の葦を植えるようにというお告げを聞いた。彼が実行すると、葦はとても早くにとても大きくなった。
男は、妻とすべての動物を一つがいずつ、葦に入れた。
洪水が起こり、葦の上部と怪物の頭以外は、すべてが水に飲み込まれた。
そのとき亀が怪物の足元を掘り、怪物を溺れ死なせた。
水が収まると、風が地球を乾かした。

#### メノミニー
メノミニー族の神話では、トリックスターのマナブス(Manabus)が「復讐への渇望に火をつけられて」、遊んでいた地下の神を二人撃った。
彼らが水に飛び込むと、大洪水が起こった。
「水は上昇し・・・マナブスがどこへ行っても追いかけてきた。」
彼は必死に逃げてミシガン湖まで来たが、水はますます早く追いかけてきたので、彼は山を駆け上がって頂上の高い松の木によじ登った。
彼は木に向かってもう少し大きくなるように四回懇願し、木はもう成長できなくなるまで願いを聞いた。
しかし水は上昇し続け、「上へ、上へ、ちょうど彼のあごの所まで来て、やっと止まった」。
地平線には、広がる水以外には何もなかった。
それからマナブスは動物に助けられたが、特に勇敢だったのはジャコウネズミで、彼が今日の私たちが知る世界を作った。

#### ミックマック
ミックマック族の神話においては、人々はおのれの邪悪さから、お互いに殺しあう。創造主である太陽神はこれに大いなる悲しみを感じ、その流した涙が大洪水を引き起こす。人々は樹皮のカヌーで生き残ろうとするが、地球上に残ったのはただ一組の老夫婦のみであった。

### 極東

#### 日本
記・紀神話以外のものとしては、沖縄諸島周辺に各伝説があり、例として、奄美には昔、大島を沈める大波がきて、アデツ（用安の地名）の兄妹がそれを知らずに山へ登っていたため、助かり、兄妹で用安を作ったといった語りや八重山でも、昔、鳩間島に大津波が襲い、多くの人が亡くなったが、兄妹だけが島の一番高い所に逃げて助かったという話がある。石垣島にも同様の話が見られるが、人の傲慢による世の乱れのくだり（原因）と神罰の内容がやや西洋の神話に類似する。
洪水を逃れた兄妹の近親婚という点では、後述の台湾・中国南部・東南アジア、アフリカのマンジャ族にも見られるが、長崎県西彼杵半島・五島列島の隠れキリシタンが伝える内容の「天地始之事」（江戸期末）では、生き残る前（洪水の前段階）に兄妹が近親婚を行っているという点に特徴があり、人が増えて悪欲心が引き金となって、神罰が起こったとされるが、この近親婚こそが洪水の原因と捉える研究者もいる。

#### 中国大陸
『史記』巻1、『山海経』海内経、『書経』等の経籍は、夏王朝成立の頃に伝説的な洪水があったことを記す。帝堯の治世に「鴻水天に滔る」状態であったため、鯀を治水に当たらせたが、九年経っても「水は息せず」、治水に失敗した鯀は処刑された。鯀の子の禹が後を継いで治水にあたり、左手に測量縄を持ち、右手に定規を持って各地を巡り、十三年かけて治水に成功したとする。
上記のように大規模な洪水の記録があるものの、九年洪水が続いても人間達が滅びることもなく、国家体制が何事もなく存続し治水事業が行われていることから、全土が水没するような大洪水とは異質であり、黄河の氾濫のような局地的かつ継続的な洪水であることがうかがえる。
他にも伏羲と女媧が巨大な瓢箪に乗って洪水の難を逃れたという神話も伝えられている。

#### 朝鮮
むかし、巨大な桂と天女の間で木道令（木の若旦那）が生まれた。ある日、大洪水が起きて木道令は倒れた桂の上で漂流した。漂流のさなか、木道令は蟻と蚊、そして少年を助けた。やがて、桂は島に到着したが、そこには老婆が二人の娘(一人は実の娘, 一人は養女)と一緒に住んでいた。少年の悪巧みで木道令は試練を経験するが、蟻と蚊の助けで試練を乗り越えて老婆の実の娘と結婚する。木道令は善人の先祖で、少年は悪人の先祖だと言う。

#### 台湾・中国南部
台湾原住民のタイヤル族、サイシャット族、ツォウ族、ブヌン族、ルカイ族、パイワン族、アミ族、パゼッヘ族などの神話では、異なる洪水伝説が記録されている。
太平洋戦争中に台湾原住民の伝統音楽のフィールド調査をした日本人音楽学者黒澤隆朝は、アミ族の始祖伝説として以下の様な話を採録している。

「太古、南方にあったラガサンという大陸が天変地異で海中に沈んだ。そのとき臼に載って辛くも逃れだした男女が海流に乗って北上し、台湾にたどり着いた。二人はその地に落ち着いて結婚し、子孫も増えた。そして『我々は北にやってきた』ことを記念し、北を意味する『アミ』を民族名とした」別の伝説では「ラガサン」は二人がもともと住んでいた土地の名ではなく、台湾に漂着したとき最初にたどり着いた山の名であるともいう。
またアミ族の神話では、洪水を逃れたこの男女とは兄妹であったともされる。結婚して最初に生まれた子供は蛇やカエルなどの姿であり、これを見た太陽や月の神がしかるべき交わり方を教えると、ようやく人間の男の子や女の子が生まれたという筋になっている。同じような大洪水神話は中国の西南地方に住む苗族、彝族、ヤオ族などをはじめ、中国南部から東南アジア、太平洋にまで見られる。これらの神話では、兄妹だけが大洪水から生き残り、樹木や山など高い物の周りを回ったあとに近親婚をして子供をもうけるものの、最初の子供は肉塊や動物であり、天や神から正しい交わり方を教えられて初めて人間の子供ができる、という共通する筋があり、日本神話のイザナギ・イザナミ神話との関連性もみられる。生き残った兄妹による近親婚を部族起源とする類型は後述の中央アフリカ・マンジャ族にもみられる。

#### インド
ヒンドゥー教の聖典（プラーナ、特にマツヤ・プラーナと、シャタパタ・ブラーフマナ
I, 8, 1-6）によれば、ヴィシュヌ神のアヴァターラとして魚の姿のマツヤがマヌに、大洪水が来てすべての生物を流し去ってしまうだろうと警告した。
マヌは魚の世話をして、結局魚を海に放した。
そこで魚はマヌに船を作るように警告する。彼が船を作ると、洪水が起こり、魚は自分の骨につけたケーブルで船を安全に牽引した。マヌは北方の山（ヒマラヤと推測される）まで牽引された。世界にはマヌだけが残り、マヌが新たな人類の祖先となった。

#### インドネシア
バタクの伝承では、地球は巨大なヘビのナーガ・パドハ(Naga-Padoha)の上にあった。ある日、ヘビはその負担に耐えかねて、地球を海に振り落とした。しかしバタラ(Batara)神が海に山を送り出したおかげで神の娘は救われた。人類は生き延びた神の娘を祖先としている。のちに地球はヘビの頭上に戻された。

### ポリネシア
ポリネシア人の間では、いくつかの異なる洪水伝説が記録されている。それらには、聖書の洪水に匹敵する規模のものはない。
ライアテア(Ra'iatea)の人々の話では、二人の友人、テアオアロアとルーは釣りに出かけ、偶然釣り針で大洋の神ルアハトゥ(Ruahatu)を起こしてしまった。怒って、彼はライアテアを海に沈めると決めた。テ・アホ・アロア(Te-aho-aroa)とロオ(Ro'o)は許してほしいと懇願し、ルアハトゥは彼らにトアマラマ(Toamarama)の小島に家族を連れて行かなければ助からないだろうと警告する。彼らは出帆し、夜の間に島は大洋に沈み、次の朝だけ再び出現した。
彼らの家族以外は助からず、彼らは マラエ（marae: 寺）を建ててルアハトゥ神に奉納した。
同様の伝説は、タヒチにもみられる。
特に理由もなく悲劇は起こり、Pitohiti 山以外は島全体が海に沈む。
一組の人間の夫婦が動物を連れてどうにかそこにたどり着き、生き延びる。
ニュージーランドのノースアイランド、東海岸のマオリ族のンガーティ・ポロウ(Ngāti Porou)の伝説によれば、ルアタプ(Ruatapu)は、父のウエヌク(Uenuku)が若い異母兄弟カフティア・テ・ランギ(Kahutia-te-rangi)を自分の前に上げたことに怒った。ルアタプはカフティア・テ・ランギと大勢の高貴な若い男たちを自分の船に誘い出し、彼らを海に放り出して溺れさせた。
彼は神々に敵を攻撃するよう求め、初夏の大波になって戻ってこいと脅した。
カフティア・テ・ランギは必死でもがいて、南のザトウクジラ（マオリ語でpaikea）に自分を海岸へ運んでくれるよう祈願する呪文を唱えた。
それから、彼は名をパイケア(Paikea)と変えたが、生き残ったのは彼一人だった。(Reed 1997:83-85).
マオリのタファキ(Tawhaki)神話のいくつかは、主人公が洪水を起こして、嫉妬深い二人の義兄弟の村を破壊するというエピソードを有する。
グレイの『ポリネシアの神話』の中の記述が、マオリが以前には有しなかった何かを彼らに与えたのかもしれない＝A.W Reed がそうしたように。
「ポリネシアの神話のグレイの言によれば、タファキの先祖が天の洪水を放ったとき、地球は圧倒されてすべての人類が死んだ - このようにグレイ自身の有する全世界的な洪水伝説をマオリに伝えた」(Reed 1963:165 脚注)。
キリスト教の影響は、タファキの祖父ヘマがセム（聖書の大洪水に出てくるノアの息子)として解釈しなおされた系図に現れている。
ハワイでは、ヌウ (Nu'u) とリリ・ノエ (Lili-noe) という人間の夫婦が、大島のマウナ・ケアの頂上で洪水を生き延びる。
ヌウは月に供物をささげたが、彼は自分の安全を感謝する相手を間違えたのである。
創造主のカーネ・ミロハイ (Kāne Milohai) は、地球に虹をかけ、ヌウの間違いを指摘し、その供物を受け取った。
マルケサスでは、偉大な軍神 Tu が妹の Hii-hia の批判的意見に怒る。彼の涙は天国の床を突き破って下界へ落ち、すべてを流し去るような雨の奔流を生み出した。
ただ6人の人々だけが生き残った。

### アフリカ

#### マンジャ
中央アフリカのマンジャ族の神話にも大洪水によってほぼ人類が絶滅し、生き残った男女（兄妹）によって部族が成立したという物語がある。セト（または、ガラ・ワン・ト）と呼ばれる文化英雄がおり、部族の先祖と考えられ、立ち位置としてはノアにあたる（内容は天地創造と人類の起源も混合している）。洪水に関しては神によって起こされた（神罰）という考えはなく、突然の災害と伝え、また、アジア地域の伝説と同様、兄妹の近親結婚を部族の起源としている。
至高神ガレによって大地が創造された後、一掴みの土と風で、最初の男女が創られた。次に杵を持たせ、地上へ遣わせた。ガレは男女をボゲルドゥ（杵の民）と呼んだ。彼らは多くの子を産んだ。だがある夜、大洪水が起こり、人類をほぼ絶滅させてしまう。セトという人とその妹だけは穀物をつく竿に乗って助かった。妹は長ずるに及んで次第に色目を使いだし、セトの方も自身の性欲を抑えがたく、惹きつけられていくが、妹は神聖なもので、人はその姉妹と恋を語らうことはできない。どうしたら目的は達せられるか。その後、占い師の老女の助言を得て、目的は達せられ、息子、娘と交互に産んでいき、マンジャの世界が成立することになる。

## 起源をめぐる説
これらの大洪水説話の起源については、さまざまな解釈が示されている。
一つの解釈として、大洪水説話には、人々の悪徳を罰するために大洪水がもたらされ、限られた正しい人だけが生き残るという共通パターンがある。これは、人々に善を勧めるための寓話と解釈することができる。
また、下記のように有史以前に起こった実際の洪水の記憶が大洪水説話の基となっているという説がある。

### 地域的洪水説
人類学者の研究では、ほとんどの古代文明が、土地の肥沃な川または海のそばで発達していることを指摘する。
古代人たちにとって河川は農業用水をもたらす命の源であるとともに、ひとたび氾濫すれば全てを押し流す恐るべき存在である。狭い世界に住む古代人にとって、一つの大河の氾濫はまさに「世界を呑みつくす大洪水」であっただろう。そのような人々が洪水の強烈な記憶に対し、洪水にまつわる神話を生み出して、彼らの人生にとって欠かせない部分を説明し対処しようとするのは珍しいことではない。実際、河川の氾濫や、津波の被害を受けない地域の民族は、大洪水説話を持っていないことが指摘されている。
メソポタミアの大河、たとえばチグリス川では雪解けの時期にアナトリアの山地で増水が起こり、時としてこれが下流で大氾濫をもたらす。下流のシュメールなどの人々にとって、前触れもなく突然押し寄せる洪水は大きな脅威であり、そこからこうした洪水を生み出した原因や結果を題材にする神話も生まれた。考古学者のマックス・マローワンとレオナード・ウーリーは、紀元前2900年頃に起こったユーフラテス川の氾濫がシュメール神話における大洪水説話を生み出し、これが伝播して旧約聖書を含めた各地の大洪水説話を生んだと主張した。聖書学者のキャンベルとオブライエンによれば、創世記の洪水神話ではヤハウェ資料による記述と祭司資料による記述の両方が、バビロニア追放(紀元前539年)以後に制作されたもので、バビロニアの物語に由来するという。
アトラハシス叙事詩のタブレットIIIのiv、6-9 行目で明らかに洪水が地域的河川氾濫だと確認できる。「とんぼのように人々の遺体は川を埋めた。いかだのように遺体は船のへりに当たった。いかだのように遺体は川岸に流れ着いた。」シュメール王名表 WB-444 はジウスドラの支配の後に洪水を設定しているが、彼が、他の洪水伝説と多くの共通点を持つジウスドラ叙事詩における洪水の主人公である。
考古学者のマックス・マローワンによれば、創世記の洪水は「紀元前2900年頃、初期王朝の始まりに実際に起こった事象に基づいている」という。
また、ギリシャの考古学者アンゲロス・ガラノプロスは、紀元前18世紀から15世紀のサントリーニ島の火山爆発によって起きた大津波の記憶が、ギリシャ神話のデウカリオンの洪水やアトランティス説話の起源となっているとの説を唱えた。

### 地球大洪水説
これに対して、地球全土を襲うような大洪水が実際に起こって、これが全世界の大洪水説話を生み出したという主張がある。これらはしばしば疑似科学の分野に踏み入っており、また旧約聖書の記述であるノアの洪水が史実であるとするキリスト教根本主義と親和性が強い。
主な説としては
- イマヌエル・ヴェリコフスキーの説 - 金星が大接近して大洪水が起こった
- ゼカリア・シッチンの説 - 未知の惑星ニビルが大接近して大洪水が起こった
- アレクサンダー・トールマンの説 - 氷彗星が地球に衝突して大洪水が起こった
- 高橋実の説 - 未知の氷惑星が大接近して大洪水が起こった[10]
- 大洪水前は海ではなく地下に大量に水が蓄えられており、その地下水が地表に大量に噴き出て大洪水が起こった[11]

また、月から水が降ってきて大洪水になったなどといった変わった説も含め、さまざまな「古代大災害説」が主張されており、百家争鳴 の感がある。

### 海水準上昇説
大洪水を科学的に考察するならば、海水準の上昇による大陸平野部の水没である可能性がある。最終氷期の終了後には大量の氷河が融解し、汎地球的に海水準が100m以上も上昇した。（氷河性海水準変動）。これにより当時の沖積平野の大部分が海面下に水没し、現在の大陸棚となったと考えられる。
また、ウィリアム・ライアンとウォルター・ピットマンは、紀元前5600年ごろ、地中海から黒海にかけて破壊的大洪水があったという黒海洪水説を唱え、この記憶がノアの洪水の起源になったと主張された。

## 関連する諺
- 我々の後に大洪水あれ。 Après nous, le déluge.(フランス語)
後は野となれ山となれ。なおle déluge（大洪水）とはノアの洪水のことをさす。我の後に大洪水あれ Après moi, le délugeともいい、これは、ハプスブルク君主国のマリア・テレジアがフランスと組んでプロイセン王国のフリードリヒ2世と七年戦争をおこして1757年に敗れた際、ルイ15世またはルイ15世の愛人ポンパドゥール夫人が相手に言ったとされる[要出典]。